# 킬 빌 2부
《킬 빌 2부》(영어: Kill Bill: Volume 2)는 2004년에 개봉한 미국의 영화로 쿠엔틴 타란티노가 감독과 각본을 맡았다. 본래 단일 영화로 개봉하려 했으나 상영 시간이 길어져 영화를 나누어 공개된 것으로 1부인 《킬 빌 1부》는 2003년에 미리 개봉했다.

## 줄거리
2부는 1부에서 브라이드가 결혼을 하려는 장면이 1부보다 더 자세히 등장한 모습으로 시작한다. 빌은 브라이드가 자신 몰래 친구들을 모아 엘 패소에서 결혼식을 거행하려는 것을 추적하다 결국 결혼식 예행연습에서 브라이드와 만나게된다. 빌의 베일이 벗겨지는 부분이었다. 빌은 매우 상냥하고 예의있는 말투의 남자였다. 브라이드는 자신의 신랑에게 빌을 아버지라고 소개한다. 빌은 다소 당황한 모습이었지만 브라이드의 거짓말에 응해준다. 결혼 예행연습이 다시 시작할 때쯤, 빌은 뒷 좌석에서 앉고 카메라는 교회 밖으로 물러나면서 4명의 데들리 바이퍼 암살단들이 침입하여 난장판으로 만든다. 이 장면이 1부에서 브라이드가 원한을 품은 자세한 장면이다. 다시 현재로 돌아와 빌은 버드 (마이클 매드슨 扮)에게 안부를 묻는 동시에 브라이드가 오고 있다고 경고를 한다. 버드의 매우 최악의 모습이었다. 그 날밤 직장에서 출근을 하지만 겨우 부지하고 있는 일까지 내동댕이 친 상태였고 직장에서도 당분간 출근하지 말라는 자중의 벌을 내린다. 버드는 다시 자신이 거주하는 캠핑용 자동차에 돌아와 음악을 들으면서 쉬고 있었다. 그 때, 브라이드가 버드를 암살하기 위해 차 밑에서 숨어있었던 것이다. 그리고 버드를 죽이기 위해 문을 박차고 칼로 그를 찌르려고 했지만 버드는 암염탄으로 브라이드를 거의 죽음의 위기까지 놓게 만든다. 버드는 그녀의 검을 강탈하고 그녀를 잔인하게 죽이기 위해 지인을 불러 생매장을 시키려고 하는데.....

## 한국판 성우진(SBS) (2007년 4월 28일)
- 강희선 - 비아트릭스(우마 서먼)
- 황일청 - 빌(데이비드 캐러딘)
- 함수정 - 엘 드라이버(대릴 해나)
- 성완경 - 버드(마이클 매드슨)
- 양정화 - B.B.(펄라 헤이니 자딘)
- 원호섭 - 레버런드(보 스벤슨)
- 이원준 - 자니(유가휘)
- 은미 - 카렌(할렌 김)
- 최한 - 토미(크리스토퍼 앨런 넬슨)

## 같이 보기
- 조이 벨